# Rhododendron occidentale
Rhododendron occidentale is een plant uit de heidefamilie (Ericaceae). Het is een van de twee bladverliezende Rhododendron-soorten die van nature voorkomen langs de westkust van Noord-Amerika. De andere soort is Rhododendron albiflorum.
Langs de westkust beslaat het verspreidingsgebied de kust van Oregon in het noorden tot de Palomar mountains in Zuid-Californië. Mogelijk komt het ook voor op Neder-Californië in Mexico. De bergen van de Pacific Coast Range en Sierra Nevada vormen de oostgrens.
De tot 5 m hoge, bladverliezende struik heeft 3-9 × 1-3 cm grote bladeren.
De bloemen hebben een doorsnede van 3-5,5 cm. De kleur varieert van wit tot roze, vaak met een gele vlek.
Er treden grote verschillen op in zowel vorm als verschijning van deze soort. De genetische diversiteit schijnt in het gebied langs de kust tussen Oregon en Californië het grootst te zijn.
De plant tolereert serpentijnhoudende bodems en is als zodanig lid van een unieke plantengemeenschap in de Siskiyou Mountains samen met Darlingtonia californica en Cypripedium californicum. De plant wordt gewoonlijk in natte gebieden gevonden, hoewel de soort anders dan andere Rododendron-soorten niet met de wortels in het water groeit. De plant geeft de voorkeur aan vocht en meer zonlicht dan Rhododendron macrophyllum, een groenblijvende Rhododendron die een vergelijkbaar verspreidingsgebied heeft.
... · 
R. arboreum · 
R. atlanticum · 
R. canadense · 
R. catawbiense · 
R. caucasicum · 
R. dauricum · 
R. ferrugineum (Gewone alpenroos) · 
R. groenlandicum · 
R. hirsutum (Harig alpenroosje) · 
R. lapponicum · 
R. luteum (Pontische azalea) · 
R. occidentale · 
R. ponticum (Pontische rododendron) · 
R. quinquefolium · 
R. smirnowii · 
R. tomentosum · 
R. vaseyi · 
...